# Привет, мне пора
«Приве́т, мне пора́» (англ. Hello I Must Be Going) — американская романтическая комедия/драма 2012 года режиссёра Тодд Луисо. В главных ролях снялись Мелани Лински, Блайт Даннер, Кристофер Эбботт и Джон Рубинштейн.

## Сюжет
После развода Эми переехала жить к родителям в пригород. Неудачное замужество, необходимость жить с родителями, которые ожидали от своей дочери большего, чем участь разведённой, ни к чему не стремящейся затворницы, сказываются на душевном состоянии Эми — она подавлена и дезориентирована.
Побороть депрессию и отвлечься Эми помогает встреча с Джереми — начинающим актёром, который значительно её моложе. Юноша заставляет почувствовать Эми любимой, способен её выслушать и понять. Вскоре она понимает, что брак, причин распада которого она не понимала, на самом деле не приносил ей счастья, что замужество подавляло в ней все попытки к самореализации. Теперь же, Эми решает основательно заняться тем, чем увлекалась ещё в юности — фотографией.

## В ролях
| Актёр            | Роль                      |
| ---------------- | ------------------------- |
| Мелани Лински    | Эми Мински                |
| Блайт Даннер     | Рут Мински мать Эми       |
| Кристофер Эбботт | Джереми Хаммер            |
| Джон Рубинштейн  | Стэн Мински отец Эми      |
| Дэн Фаттерман    | Дэвид                     |
| Джули Уайт       | Гвен Хаммер мать Джереми  |
| Сара Чейз        | Мисси                     |
| Дэниел Эрик Голд | Ноа                       |
| Мира Симхан      | Карен                     |
| Дамиан Янг       | Ларри Хаммер отец Джереми |
| Тори Фейнштейн   | Кэли                      |
| Дэйв Кениг       | Гэри                      |
| Джимми Симпсон   | Фил                       |